# Peter Devaney Flanagan
Peter Devaney Flanagan (* 26. September 1959 in New York City) ist ein US-amerikanischer Filmeditor.

## Leben
Flanagan war ab den späten 1980er Jahren als Schnittassistent tätig. Bei Mimic – Angriff der Killerinsekten aus dem Jahr 1997 war er erstmals als eigenständiger Editor tätig. Seither war er bei mehr als 30 Produktionen für den Filmschnitt verantwortlich, darunter sind mehrere Actionfilme. 

## Filmografie (Auswahl)
- 1997: Mimic – Angriff der Killerinsekten (Mimic)
- 1998: Kinder des Zorns 5 – Feld des Terrors (Children of the Corn V: Fields of Terror)
- 2000: God’s Army III – Die Entscheidung (The Prophecy 3: The Ascent)
- 2000: Wes Craven präsentiert Dracula (Wes Craven Presents Dracula 2000)
- 2001: Texas Rangers
- 2002: Redemption
- 2004: Death Valley (Mojave)
- 2004: Dead & Breakfast – Hotel Zombie (Dead & Breakfast)
- 2005: Chaos
- 2005: Weiblich, ledig, jung sucht … 2 (Single White Female 2: The Psycho)
- 2007: Somebody Help Me
- 2007: Love Lies Bleeding
- 2010: Hard Breakers
- 2011: Assassination Games
- 2012: Six Bullets
- 2014: Falcon Rising
- 2015: Awol-72
- 2016: Dead Awake
- 2019: Abduction
- 2020: The Unhealer
- 2022: Paradise City: Endstation Rache (Paradise City)
- 2022: Come out Fighting